# Нивель-Болер
Нивель-Болер — гоночная трасса в Бельгии. На этой трассе в 1972 и 1974 годах проводился Гран-при Бельгии «Формулы-1». Построена, как альтернатива автодрому Спа-Франкоршам для проведения Гран-при Бельгии. Однако, не была популярна у зрителей, и владельцы трассы в 1974 году обанкротились. В настоящее время трасса не функционирует.

## Конфигурация
| Версия | Длина (м) | Гран-при       | Рекорд круга в квалификации    |
| Версия | Длина (м) | Гран-при       | Рекорд круга в гонке           |
| ------ | --------- | -------------- | ------------------------------ |
| 1972   | 3 724     | 1 (1972, 1974) | 1:09,82 (1974, Клей Регаццони) |
| 1972   | 3 724     | 1 (1972, 1974) | 1:11,31 (1974, Денни Халм)     |

## Победители Гран-при Бельгии на трассе Нивель-Болер
| Год  | #  | Пилот               | Конструктор  | Отчёт |
| ---- | -- | ------------------- | ------------ | ----- |
| 1974 | 21 | Эмерсон Фиттипальди | McLaren-Ford | Отчёт |
| 1972 | 19 | Эмерсон Фиттипальди | Lotus-Ford   | Отчёт |